# De Kracht
De Kracht (Engels: The Force), is een geheimzinnige kracht die gebruikt wordt door Jedi en Sith in de Star Warsverhalen.

## Definitie
Er is geen juiste definitie van wat De Kracht precies is, maar het wordt in de originele trilogie omschreven door Yoda als een kracht die alles met elkaar verbindt, en die leven brengt. Volgens de mythologie die George Lucas creëerde, zweven er overal midi-chlorianen rond: deeltjes die kleiner zijn dan atomen, maar toch de sleutel vormen tot alle mysteries die de wereld rijk is. Zij zorgen onder andere voor leven en dood. Elk levend wezen wordt geboren met een bepaald gehalte aan deze midi-chlorianen, en als het gehalte zeer hoog is, wordt er ook weleens gezegd dat "De Kracht sterk is in hem". Zo heeft Anakin Skywalker in de eerste Star Warsfilm een zeer hoog gehalte aan midi-chlorianen, zelfs hoger dan dat van de legendarische Jedimeester Yoda, het hoogste ooit gemeten.

## Duistere Kant
De Duistere Kant is de gemakkelijke, verleidelijke en machtige weg. Het is de weg van de Sith, de kwaadaardige vijanden van de Jedi.

## Gebruik van de kracht
Hoewel De Kracht overal aanwezig is, kan slechts een enkeling er gebruik van maken. De Kracht brengt een groot aantal mogelijkheden met zich mee, die onder te verdelen zijn in drie groepen.

### Basis
Dit zijn De Kracht-vaardigheden die door iedereen die De Kracht beheerst kunnen worden gehanteerd:
- Telekinese: met behulp van de kracht kan iemand voorwerpen verplaatsten met zijn gedachten, waaronder zichzelf en tegenstanders. Het formaat van de voorwerpen die iemand verplaatsen kan hangt deels af van hoe bedreven die persoon is in het gebruik van de Kracht, maar vooral in hoeverre die persoon zijn eigen beperkingen kan overwinnen. Toen Yoda Luke Skywalker trainde, slaagde Luke er niet in om zijn gezonken X-Wing uit het moeras te tillen met de Kracht. Yoda slaagde hier wel in, en maakte Luke daarbij duidelijk dat het formaat van een voorwerp niet van belang is.
- Force Push/pull: met de Kracht kan iemand zijn of haar tegenstander hard naar achteren duwen of juist naar zich toe trekken.
- Vergroten van fysieke vaardigheden: Via De Kracht kan iemand zijn of haar fysieke vaardigheden zoals snelheid, reflexen en reactietijd tot bovenmenselijk niveau vergroten. Dit maakt gebruikers van De Kracht geduchte tegenstanders in gevechten.
- Force zintuigen: wordt vooral gebruikt door de Jedi. Hiermee kan een Jedi iemands aanwezigheid voelen, of soms zelfs in de toekomst kijken.
- Telepathie: via De Kracht kan iemand mentaal met anderen communiceren, zelfs over grote afstanden.
- Gedachtenbeheersing: met De Kracht kan iemand anderen laten doen of denken wat hij maar wil, mits de persoon tegen wie dit gebruikt wordt niet een te sterke wilskracht heeft. Vooral de Jedi hanteren deze techniek, die ook wel bekendstaat als de Jedigedachtentruc.

### Licht
Dit zijn vaardigheden die alleen gebruikt kunnen worden door mensen die De Kracht gebruiken voor het goede, zoals de Jedi.
- Genezen: een Jedi kan met De Kracht het natuurlijke genezingsproces van een individu versnellen.
- Force Aura: maakt een Jedi’s verdediging tijdelijk extra sterk, waardoor hij minder kwetsbaar is voor vijandige aanvallen.
- Force Barrier: maakt een zwak schild rondom de gebruiker, dat bescherming biedt tegen kleine fysieke aanvallen.
- Bescherming: een techniek alleen beheerst door de sterkste Jedimeesters. Maakt de gebruiker immuun voor vrijwel elke fysieke aanval en andere aanvallen uitgevoerd middels De Kracht.
- Dissipate Energy: een techniek om energie van De Kracht terug te kaatsen naar de bron of zelfs te absorberen. Yoda gebruikte deze techniek om in zijn gevecht tegen Darth Tyranus diens krachtbliksem te absorberen via zijn handpalmen.
- Force Light: deze kracht wordt gebruikt om een manifestatie van de Duistere Kant (Dark Side) te onthullen en te verdrijven.
- Force Valor: vergroot de fysieke en mentale vaardigheden van de gebruiker en alle bondgenoten om hem heen.
- Animal Friendship: de gave om dieren te kalmeren. Anakin Skywalker gebruikte deze techniek om een Reek te temmen en te berijden in een gevecht.
- Force Blinding: veroorzaakt een verblindende lichtflits die bij de tegenstander van de Jedi tijdelijke blindheid veroorzaakt.

### Duisternis
Deze vaardigheden kunnen alleen worden gebruikt door personen die De Kracht gebruiken voor het kwaad, zoals de Sith.
- Force Choke: met De Kracht kan een Sith iemand van op afstand wurgen. Vooral Darth Vader gebruikte deze techniek geregeld in de originele trilogie.
- Krachtbliksem: via De Kracht kan een Sith bliksems opwekken en afvuren op zijn tegenstander. Alleen sterke Sith, zoals Darth Sidious, Darth Tyranus en Starkiller kunnen dit. Darth Vader kan deze techniek niet gebruiken. Zijn pantser zou de bliksem versterken waardoor hij het niet zou overleven. In Return of the Jedi wordt Darth Vader geraakt door de bliksems uit de vingertoppen van Darth Sidious. Dit overleeft hij niet.
- Insanity: een mentale aanval waarmee een Sith extreme angst of twijfel kan oproepen bij zijn tegenstander.
- Drain: het tegenovergestelde van de geneestechniek van de Jedi. Hierbij absorbeert een Sith de energie van een ander om zichzelf te genezen.
- Destruction: sommige Sith kunnen met De Kracht explosies opwekken.
- Mind Control: een sterkere variant van de gedachtebeheersing. Daar waar gedachtebeheersing vaak niet verder gaat dan een tegenstander een bepaalde handeling laten uitvoeren, maakt de Mind Control techniek iemand geheel ondergeschikt aan de Sith.
- Tought Bomb: een techniek waarvan alleen van Lord Kaan bekend is dat hij hem kon gebruiken. Vernietigt al het leven in een bepaalde omtrek door de hersens van die levensvormen aan te tasten.
- Manipulatie van leven: in Episode III vertelt Palpatine aan Anakin dat er ooit een Sith Lord met de naam Darth Plagueis was die zodanig machtig was in zijn vaardigheden met De Kracht, dat hij andere van de dood kon redden zelfs als de persoon niet meer van de dood te redden is, en dat dit enkel kan als men zich bij de Duistere Kant voegt. Dit is de laatste druppel voor Anakin, die besluit om een Sith te worden.

## Force Ghost
Sommige gebruikers van De Kracht, waaronder Yoda, Obi-Wan Kenobi en Anakin Skywalker, beheersen een techniek die hen in staat stelt om na hun dood nog een tijdje als geest te blijven bestaan. Deze geestverschijning heet een “Force Ghost”.
Niet iedere Jedi of Sith wordt een Force Ghost. De techniek die dit mogelijk maakt werd in het gelijknamige boek van “Revenge of the Sith” door Qui-Gon Jinn beschreven als "nog maar pas ontdekt en lastig te leren". Force Ghosts kunnen zich overal in het universum toonbaar maken, mits De Kracht groot genoeg is op die plek (meestal in het bijzijn van een andere gebruiker van De Kracht). Met behulp van deze techniek kan Qui-Gon Jinn na zijn dood Obi-Wan Kenobi onderwijzen tijdens zijn ballingschap op Tatooine. De meeste Jedi besluiten na een tijdje vrijwillig deze geestvorm op te geven daar ze niet geloven in overmatig gebruik van De Kracht. Sith daarentegen blijven soms jarenlang bestaan als geesten. Het vernietigen van een Sith-Force Ghost vereist veel kracht en vaardigheid van een Jedi.